# 弗雷迪·马约拉
弗雷迪·马约拉（西班牙語：Freddy Mayola，1977年11月1日—），古巴男子田径运动员，主攻短跑。他曾代表古巴参加2000年夏季奥林匹克运动会田径比赛，获得男子4×100米接力铜牌。